# 2016-os US Open (tenisz)
A 2016-os US Open (amerikai nyílt teniszbajnokság) az év negyedik Grand Slam-tornája volt, amelyet 136. alkalommal rendeztek meg New Yorkban, a Flushing Meadows kemény borítású pályáin 2016. augusztus 29. és szeptember 11. között.
A férfi címvédő a szerb Novak Đoković volt, a nőknél az azóta visszavonult Flavia Pennetta győzött az előző évi tornán. Minden kategóriában új győztest avattak: a férfiaknál a svájci Stanislas Wawrinka, a nőknél a német Angelique Kerber, a férfi párosban a brit Jamie Murray és a brazil Bruno Soares páros, a női párosban az amerikai Bethanie Mattek-Sands és a cseh Lucie Šafářová kettős, míg a vegyes párosban a német Laura Siegemund és a horvát Mate Pavić párosa szerezte meg a bajnoki címet.
A US Open történetében először fordult elő, hogy két magyar versenyző is a főtáblán szerepelt. Fucsovics Márton a férfiaknál a kvalifikációból jutott fel, Babos Tímea a nőknél 31. kiemeltként szerepelhetett. Babos Tímea női párosban és vegyes párosban is indult. A Grand Slam-tornák történetében utoljára 2002-ben a Roland Garroson szerepelt két magyar versenyző, Mandula Petra és Sávolt Attila egyidejűleg a főtáblán.

## Világranglistapontok
| Eredmény           | Férfi egyes | Férfi páros | Női egyes | Női páros |
| ------------------ | ----------- | ----------- | --------- | --------- |
| Győzelem           | 2000        | 2000        | 2000      | 2000      |
| Döntő              | 1200        | 1200        | 1300      | 1300      |
| Elődöntő           | 720         | 720         | 780       | 780       |
| Negyeddöntő        | 360         | 360         | 430       | 430       |
| 16 között          | 180         | 180         | 240       | 240       |
| 32 között          | 90          | 90          | 130       | 130       |
| 64 között          | 45          | 0           | 70        | 10        |
| 128 között         | 10          | –           | 10        | –         |
| Főtáblára jutás    | 25          | –           | 40        | –         |
| Selejtező (3. kör) | 16          | –           | 30        | –         |
| Selejtező (2. kör) | 8           | –           | 20        | –         |
| Selejtező (1. kör) | 0           | –           | 2         | –         |

## Pénzdíjazás
A torna teljes összdíjazása 46,3 millió amerikai dollár volt, amely 10%-kal magasabb az előző évinél. A férfi és női bajnokok rekord összeget, 3,5 millió dollárt kaptak. A US Open Series első három férfi és női helyezettje további díjazásban részesült.
| Eredmény           | Egyes*      | Páros**                   | Vegyes páros**            |
| Győzelem           | 3 500 000 $ | 625 000 $                 | 150 000 $                 |
| Döntő              | 1 750 000 $ | 310 000 $                 | 70 000 $                  |
| Elődöntő           | 875 000 $   | 150 000 $                 | 30 000 $                  |
| Negyeddöntő        | 450 000 $   | 75 000 $                  | 15 000 $                  |
| 16 között          | 235 000 $   | 40 000 $                  | 10 000 $                  |
| 32 között          | 140 000 $   | 24 500 $                  | 5000 $                    |
| 64 között          | 77 188 $    | 15 141 $                  | –                         |
| 128 között         | 43 313 $    | –                         | –                         |
| Selejtező (döntő)  | 16 350 $    | *Nemenként **Csapatonként | *Nemenként **Csapatonként |
| Selejtező (2. kör) | 10 900 $    | *Nemenként **Csapatonként | *Nemenként **Csapatonként |
| Selejtező (1. kör) | 5606 $      | *Nemenként **Csapatonként | *Nemenként **Csapatonként |

A US Open Series első három helyezettje a US Open tornán elért eredménye alapján az alábbi bónuszdíjazásban részesült.
| 2016-os Emirates Airline US Open sorozaton elért eredmény | 2016-os US Openen elért eredmény | 2016-os US Openen elért eredmény | 2016-os US Openen elért eredmény | 2016-os US Openen elért eredmény | 2016-os US Openen elért eredmény | 2016-os US Openen elért eredmény | 2016-os US Openen elért eredmény | 2016-os US Openen elért eredmény | Díjazottak          | Díjazottak |
| --------------------------------------------------------- | -------------------------------- | -------------------------------- | -------------------------------- | -------------------------------- | -------------------------------- | -------------------------------- | -------------------------------- | -------------------------------- | ------------------- | ---------- |
| 2016-os Emirates Airline US Open sorozaton elért eredmény | Győztes                          | Döntős                           | Elődöntős                        | Negyeddöntős                     | 16 között                        | 32 között                        | 64 között                        | 128 között                       | Díjazottak          | Díjazottak |
| 1. hely                                                   | 1 000 000 $                      | 500 000 $                        | 250 000 $                        | 125 000 $                        | 70 000 $                         | 40 000 $                         | 25 000 $                         | 15 000 $                         | Nisikori Kei        | 250 000 $  |
| 1. hely                                                   | 1 000 000 $                      | 500 000 $                        | 250 000 $                        | 125 000 $                        | 70 000 $                         | 40 000 $                         | 25 000 $                         | 15 000 $                         | Agnieszka Radwańska | 70 000 $   |
| 2. hely                                                   | 500 000 $                        | 250 000 $                        | 125 000 $                        | 62 500 $                         | 35 000 $                         | 20 000 $                         | 12 500 $                         | 7500 $                           | Grigor Dimitrov     | 35 000 $   |
| 2. hely                                                   | 500 000 $                        | 250 000 $                        | 125 000 $                        | 62 500 $                         | 35 000 $                         | 20 000 $                         | 12 500 $                         | 7500 $                           | Konta Johanna       | 35 000 $   |
| 3. hely                                                   | 250 000 $                        | 125 000 $                        | 62 500 $                         | 31 250 $                         | 17 500 $                         | 10 000 $                         | 6250 $                           | 3750 $                           | Miloš Raonić        | 6250 $     |
| 3. hely                                                   | 250 000 $                        | 125 000 $                        | 62 500 $                         | 31 250 $                         | 17 500 $                         | 10 000 $                         | 6250 $                           | 3750 $                           | Simona Halep        | 31 250 $   |

## Döntők

### Férfi egyes
- Stanislas Wawrinka győzött  Novak Đoković ellen 6–7(1), 6–4, 7–5, 6–3 arányban.

### Női egyes
- Angelique Kerber győzött  Karolína Plíšková ellen 6–3, 4–6, 6–4 arányban.

### Férfi páros
- Jamie Murray /  Bruno Soares győzött  Pablo Carreño Busta /  Guillermo García López ellen 6–2, 6–3 arányban.

### Női páros
- Bethanie Mattek-Sands /  Lucie Šafářová győzött  Caroline Garcia /  Kristina Mladenovic ellen 2–6, 7–6(5), 6–4 arányban.

### Vegyes páros
- Laura Siegemund /  Mate Pavić győzött  Coco Vandeweghe /  Rajeev Ram ellen 6–4, 6–4 arányban.

### Juniorok

#### Fiú egyéni
- Félix Auger-Aliassime győzött  Miomir Kecmanović ellen 6–3, 6–0 arányban.

#### Lány egyéni
- Kayla Day győzött  Viktória Kužmová ellen 6–3, 6–2 arányban.

#### Fiú páros
- Juan Carlos Aguilar /  Felipe Meligeni Alves győzött  Félix Auger-Aliassime /  Benjamin Sigouin ellen 6–3, 7–6(4) arányban.

#### Lány páros
- Jada Hart /  Ena Shibahara győzött  Kayla Day /  Caroline Dolehide ellen 4–6, 6–2, [13–11] arányban.